# Александрија (Кентаки)
Александрија (енгл. Alexandria) град је у америчкој савезној држави Кентаки.

## Демографија
По попису из 2010. године број становника је 8.477, што је 191 (2,3%) становника више него 2000. године.
| Група             | 2000.         | 2010.         |
| Белци             | 8.153 (98,4%) | 8.195 (96,7%) |
| Афроамериканци    | 2 (0,0%)      | 48 (0,6%)     |
| Азијати           | 38 (0,5%)     | 61 (0,7%)     |
| Хиспаноамериканци | 63 (0,8%)     | 89 (1,0%)     |
| Укупно            | 8.286         | 8.477         |